# Seton Lake Indian Reserve 5
Seton Lake Indian Reserve 5 är ett reservat i Kanada.   Det ligger i provinsen British Columbia, i den sydvästra delen av landet, 3 400 km väster om huvudstaden Ottawa. Seton Lake Indian Reserve 5 ligger vid sjön Seton Lake.
I omgivningarna runt Seton Lake Indian Reserve 5 växer i huvudsak barrskog. Trakten runt Seton Lake Indian Reserve 5 är nära nog obefolkad, med mindre än två invånare per kvadratkilometer.